# Karl Dorsey
Karl James „Shorty“ Dorsey (* 12. Mai 1894 in Lima, Ohio; † 9. Juli 1974 in San Diego) war ein US-amerikanischer Segler.

## Erfolge
Karl Dorsey, der für den South Coast Corinthian Yacht Club segelte, wurde 1932 in Los Angeles bei den Olympischen Spielen in der 8-Meter-Klasse Olympiasieger. Er war Crewmitglied des von Skipper Owen Churchill angeführten Bootes Angelita, das sämtliche vier Wettfahrten gewann und damit vor dem einzigen anderen Boot, der Santa Maria aus Kanada, den ersten Platz belegte. Neben Dorsey und Churchill erhielten die übrigen Crewmitglieder Pierpont Davis, John Biby, Alphonse Burnand, Thomas Webster, William Cooper, Robert Sutton, John Huettner, Alan Morgan, Richard Moore und Kenneth Carey die Goldmedaille. Vier Jahre darauf war Dorsey bei den Olympischen Spielen in Berlin erneut Crewmitglied der Angelita unter Churchill, kam dabei aber bei der im Olympiahafen Düsternbrook in Kiel stattfindenden Regatta mit 20 Gesamtpunkten nicht über den zehnten und damit letzten Platz hinaus. Das beste Resultat erzielte die Angelita mit einem fünften Platz in der siebten Wettfahrt. 
Dorsey arbeitete als Versicherungsvertreter bei Pacific Mutual.